# José Maria Antunes
José Maria Antunes Júnior (Coimbra, 27 luglio 1913 – 12 marzo 1991) è stato un allenatore di calcio e calciatore portoghese, di ruolo difensore.

## Palmarès
- Taça de Portugal: 1

Académica: 1939